# 강명화 (기생)
강명화(姜明花, 1900년 ~ 1923년)는 일제강점기에 활동했던 기생이다.